# Torneo de Bucarest 2022
El Țiriac Foundation Trophy 2022 fue un torneo de tenis profesional jugado en canchas de tierra batida. Se trató de la 7.ª edición del torneo que formó parte de los Torneos WTA 125s en 2022. Se llevó a cabo en Bucarest, Rumania, entre el 12 de septiembre al 18 de septiembre de 2022.

## Cabezas de serie

### Individuales
| Tenista            | Ranking | Preclasificada |
| Sorana Cîrstea     | 37      | 1              |
| Irina-Camelia Begu | 42      | 2              |
| Anna Bondár        | 49      | 3              |
| Lucia Bronzetti    | 57      | 4              |
| Jule Niemeier      | 73      | 5              |
| Mayar Sherif       | 74      | 6              |
| Panna Udvardy      | 76      | 7              |
| Danka Kovinić      | 78      | 8              |

- Ranking del 5 de septiembre de 2022

### Dobles
| Tenista                     | Ranking | Preclasificada |
| Aliona Bolsova Andrea Gámiz | 170     | 1              |
| Raluca Olaru Laura Pigossi  | 232     | 2              |

## Campeonas

### Individuales femeninos
Irina-Camelia Begu venció a  Réka Luca Jani por 6–3, 6–3

### Dobles femenino
Aliona Bolsova /  Andrea Gámiz vencieron a  Réka Luca Jani /  Panna Udvardy por 7–5, 6–3